# Risrot
Risrot är ett material som används till borstar och viskor av olika slag. Rötterna har unika egenskaper för ändamålet; de är sega, spänstiga och vattentåliga. Ursprunget är Zacaton-plantan i Mexico. Rottågorna är orsaken till ordet "rotborste".